# مايك تود جونيور
مايك تود جونيور (بالإنجليزية: Mike Todd, Jr.)‏ هو رائد أعمال ومنتج أفلام أمريكي، ولد في 8 أكتوبر 1929 في لوس أنجلوس في الولايات المتحدة، وتوفي في 5 مايو 2002 في مقاطعة كارلو في جمهورية أيرلندا بسبب سرطان الرئة.

## وصلات خارجية
- مايك تود جونيور على موقع IMDb (الإنجليزية)
- مايك تود جونيور على موقع قاعدة بيانات الفيلم (الإنجليزية)